# أليخاندرو كاستيلو
أليخاندرو كاستيلو (بالإسبانية: Alejandro Castillo)‏ (15 يوليو 1987 بمدينة مكسيكو في المكسيك - ) هو لاعب كرة قدم مكسيكي في مركز الهجوم. لعب مع نادي نيكاكسا وأتلاتيكو إيرابواتو وتيبورونيس روخوس دي فيراكروز وأتليتكو سان لويس وLobos BUAP ‏.

## وصلات خارجية
- أليخاندرو كاستيلو على موقع قاعدة بيانات كرة القدم.إي يو (الإنجليزية)